# Vanguard TV3
De Vanguard TV3 was een beoogde Amerikaanse satelliet uit 1957. Dit was de eerste poging van de VS om een satelliet in een baan om de Aarde te brengen, na de psychologische dreun die de Sovjet-Unie uitdeelde met de lancering van hun Spoetnik 1.
De Vanguard TV3 was bedoeld om de drietrapsdraagraket te testen en de effecten van het heelal op een satelliet en de instrumenten aan boord te bestuderen. Door baananalyse zouden bovendien geodetische gegevens verzameld worden.

## Opbouw
Deze bolvormige, 1,36 kg zware aluminium kunstmatige satelliet was bijna identiek aan de later gelanceerde Vanguard 1 en had een diameter van 15,2 cm. Er staken zes korte antennes uit en hij was voorzien van zes zonnecellen. De kunstmaan beschikte over twee zenders: een op een kwikbatterij werkende met een vermogen van 10 mW op 108 MHz en een op zonnestroom functionerende van 5 mW op 108,03 MHz. Verder beschikte de bol over twee thermistors om de binnentemperatuur te meten, zodat ontwerpers een idee kregen over de effectiviteit van de thermische isolatie. Via de zenders volgde men de kunstmaan en kon tevens de hoeveelheid elektronen tussen satelliet en het aardoppervlak worden vastgesteld.

## Lancering
De lancering van Vanguard TV3 vond plaats op 6 december 1957 vanaf Cape Canaveral. Ze mislukte volledig. Op een hoogte van nog geen anderhalve meter, zo'n twee seconden na ontbranding van de raketmotor, verloor deze stuwkracht en zakte de raket terug naar het lanceerplatform. De brandstoftanks scheurden en ontploften. De explosie verwoestte de draagraket en richtte tevens aanzienlijke schade aan het lanceerplatform aan. De Vanguard TV3 werd door de kracht van de explosie van de draagraket weggeblazen en viel op enige afstand op de grond. Hij functioneerde nog wel (het radiosignaal bleef in de lucht), maar was te zwaar beschadigd om nogmaals gebruikt te worden. De kunstmaan staat nu tentoongesteld in het Smithsonian Air and Space Museum.
De precieze oorzaak van de mislukking kon niet worden achterhaald, maar het meest waarschijnlijk is een lek tussen de brandstoftank en de raketmotor.
TV3 · TV3 back-up · 1 · TV5 · SLV1 · SLV2 · SLV3 · 2 · SLV5 · SLV6 · 3